# Mahindra Bolero
La Mahindra Bolero è un fuoristrada e un pick-up prodotto dal 2000 dalla casa automobilistica indiana Mahindra & Mahindra. In Italia è stato venduto fino al 2013 sostituito dal Mahindra Genio,mentre in India continua ad essere prodotto.

## Contesto
Il Bolero è un fuoristrada prodotto dal 2000 basato sul vecchio Mahindra Armada Grand: in sostanza si tratta di un restyling del vecchio modello dal quale eredita il telaio (seppur modificato) e la cabina insieme all'abitacolo, mentre cambia totalmente il frontale con il cofano motore, abbandonando lo stile dei precedenti veicoli Jeep CJ (di cui Mahindra li produceva su licenza e in seguito ne ha prodotto versioni specifiche).
Nel particolare, il muso abbandona la classica forma con calandra a barre verticali e fari tondi ereditata dalla Jeep CJ per utilizzare un muso squadrato con fari rettangolari, cofano a “coperchio” e parafanghi retti e non più curvi. Il nuovo frontale, inoltre, presenta ulteriori rinforzi in quanto la Mahindra con la Bolero inizia l’esportazione verso nuovi mercati, come quello europeo, dove i crash test di omologazione più severi rispetto a quelli indiani impongono l’utilizzo di una struttura più resistente in caso di urto. L’abitacolo anch'esso aggiornato conserva però le forme della vecchia Armada Grand con uno stile squadrato e rifiniture spartane, il telaio invece è lo stesso, ma presenta grossi rinforzi strutturali alla scocca; si tratta di una struttura a longheroni con sospensioni anteriori a bracci indipendenti e posteriori a balestre con assale rigido.
La Bolero viene prodotta sia in versione fuoristrada chiusa a 5 porte con 5, 6 o 7 posti, sia pick-up a cabina singola o doppia in varie lunghezze di passo e cassone. Non presenta dispositivi di sicurezza. La trazione è posteriore oppure optional integrale inseribile.
La Bolero è stata importata in Europa a partire dal 2006 inizialmente con il motore 2.0 litri Peugeot XD88 turbo erogante 87 cavalli, successivamente è stato montato un 2.5 litri turbo diesel Peugeot XD3T erogante 98 cavalli e dal 2008 con una nuova unita 2.5 litri common rail (siglata CRDe) basata sempre sul vecchio 2.5 TDI ma re-ingegnerizzata da AVL erogante 107 cavalli. 
Tutte le versioni del Bolero in Italia erano disponibili con omologazione autocarro. Dal 2013 non viene più importato ma continua ad essere venduto in India.